# Grabina (powiat grójecki)
Grabina – wieś w Polsce położona w województwie mazowieckim, w powiecie grójeckim, w gminie Chynów.
Wieś wchodzi w skład sołectwa Staniszewice obejmującego  wsie Staniszewice, Grabinę i Kozłów. 
W latach 1975–1998 miejscowość należała administracyjnie do województwa radomskiego.